# EQUATORネットワーク
EQUATORネットワーク（Enhancing the QUAlity and Transparency Of health Research）は、健康研究の透明性と報告の正確性を促進し、医学文献の信頼性と有用性を高めることを目的とした国際的なイニシアチブである。本ネットワークは、報告ガイドラインの開発者、医学雑誌の編集者や査読者、研究資金提供機関など、研究報告および研究の質の向上に関心を持つ多様なステークホルダーを結集する「包括的」な組織として機能している。
EQUATORネットワークは、以下の主要な活動を行っている：
- 研究報告の重要性に関する意識の向上[3]
- 各種研究デザインに対応した報告ガイドラインの開発・普及・導入支援[3]
- 医学文献における研究報告の質の監視[3]
- 報告の質に影響を与える要因に関する調査研究の実施[3]

ネットワークのホスト機関はオックスフォード大学であり、以下の5つの拠点で構成されている：
- オックスフォード大学（英国、ゲイリー・コリンズ教授）
- ボンド大学（オーストラリア、ポール・グラズィオ教授およびタミー・ホフマン教授）
- パリ・デカルト大学（フランス、フィリップ・ラヴォー教授）
- オタワ病院研究所（カナダ、デビッド・モーハー教授）
- 香港バプテスト大学（中国、Zhaoxiang Bian教授)

## 設立と発展
EQUATORネットワークは、CONSORTグループおよびその他の報告ガイドライン開発者による取り組みから派生し、ランダム化比較試験やその他の健康研究における不十分な報告に起因する問題を軽減することを目的として設立された。ネットワークは、2006年3月にイギリスの国民保健サービス（NHS）の資金提供を受けた1年間のプロジェクトとして開始された。
創設者は、当時オックスフォード大学に在籍していた統計学者ダグラス・アルトマンであり、EQUATORはオンラインリソースとトレーニングプログラムの開発を通じて、科学出版物における報告ガイドラインの活用を促進することを目指していた。また、報告の質向上に関わる主要な関係者を特定し、連携ネットワークを構築することも目的とされた。
最初の国際作業会議は2006年にオックスフォードで開催され、10か国から27名が参加した。参加者には、報告ガイドラインの開発者、学術誌編集者、査読者、医療ライター、研究資金提供機関などが含まれ、報告基準の策定・普及に関する経験と課題が共有された。
EQUATORネットワークは、2008年6月26日に英国ロンドンのRoyal Society of Medicineで正式に発足し、イアン・チャーマーズ卿による第1回EQUATOR年次講演が行われた。この発足イベントでは、イヴェタ・シメラ、ダグラス・アルトマン、デビッド・モーハー、ケネス・シュルツェ、ジョン・ホーイらによる研究成果も発表され、後に学術誌で公表された。この研究では、研究成果の質を向上させるには、出版社、研究者、資金提供者の協働が不可欠であると結論づけられた。
その後、EQUATORネットワークは国際年次講演会を継続的に開催しており、2009年にはカナダ・バンクーバー、2010年にはイギリス・オックスフォー、2011年にはブリストル、2012年にはドイツ・フライベルクで実施された。

## EQUATORネットワーク・ライブラリ
EQUATORネットワーク・ライブラリは、科学的執筆における報告ガイドラインに関連する文献を収集・整理した包括的なリソースであり、EQUATORネットワークによって開発・維持されている。このライブラリには、報告ガイドラインに含まれる重要項目の有効性を支持または否定する実証的研究、報告の質の評価、出版倫理、編集者・査読者・研究者向けの教育資料およびツールに関する出版物が含まれている。
ライブラリでは、以下の研究タイプごとに報告ガイドラインの網羅的なリストが提供されている：
- ランダム化比較試験 (SPIRIT,[9] CONSORT[10])
- 観察研究 (STROBE[11])
- 症例報告 (CARE[12])
- 診断精度 studies (STARD[13])
- Clinical prediction model studies (TRIPOD[14])
- 系統的レビュー (PRISMA,[15] PRISMA-P,[16] TRIPOD-SRMA[17])
- 定性的研究 (SRQR,[18] COREQ[19])
- Animal studies (ARRIVE[20])
- Global burden of disease (GATHER[21])
- 経済的評価 (CHEERS[22])
- Quality improvement studies (SQUIRE[23])
- Genetic association studies (STREGA[24])
- Artificial Intelligence studies (TRIPOD+AI,[25] CONSORT-AI,[26] DECIDE-AI[27])

加えて、健康研究における実務的課題に対応するための以下の指針も含まれている：
- データの報告
- 統計的手法と統計的分析
- 科学的執筆に関するガイダンス
- 研究倫理, 出版倫理、そして適正な実施に関するガイドライン

このライブラリは、研究者・編集者・査読者・教育者など、多様な関係者に対して、報告の質向上に寄与するツールと情報を提供している。